# 渡辺四郎
渡辺 四郎（渡邊 四郎、わたなべ しろう、1929年（昭和4年）7月29日 - 2007年（平成19年）12月24日）は、日本の政治家。参議院議員（2期）。

## 概要
現在の大分県日田市出身。大分県立日田林工学校卒。1947年（昭和22年）、福岡県庁に入り、1970年（昭和45年）、福岡県職員労組委員長。1979年（昭和54年）、自治労福岡県本部委員長。
1986年（昭和61年）の第14回参議院議員通常選挙福岡県選挙区に日本社会党公認で立候補して当選。2期務めた。1998年（平成10年）に引退。
1999年（平成11年）、秋の叙勲で勲二等瑞宝章受章。
2007年（平成19年）12月24日午後8時27分、胃癌のため福岡県筑紫野市の病院で死去、78歳。死没日をもって従四位に叙される。